# Johan Bronkhorst
Johan (Jan) Bronkhorst (Velp, 1914. március 3. – 1986. január 6.) holland nemzetközi labdarúgó-játékvezető.

## Pályafutása

### Nemzeti játékvezetés
1932-ben lett az I. Liga játékvezetője. Az aktív nemzetközi játékvezetést 1962-ben fejezte be, mert egy néző a játéktérre futva bántalmazni akarta. Aktív pályafutása alatt mintegy 1500 mérkőzésen szolgálta a labdarúgást. Első ligás mérkőzéseinek száma: 167.

### Nemzetközi játékvezetés
A Holland labdarúgó-szövetség Játékvezető Bizottsága (JB) terjesztette fel nemzetközi játékvezetőnek, a Nemzetközi Labdarúgó-szövetség (FIFA) 1946-tól tartotta nyilván bírói keretében. Több válogatott és nemzetközi klubmérkőzést vezetett, vagy működő társának partbíróként segített. A holland nemzetközi játékvezetők rangsorában, a világbajnokság-Európa-bajnokság sorrendjében többedmagával a 12. helyet foglalja el 6 találkozó szolgálatával. Az aktív nemzetközi játékvezetést 1962-ben befejezte. Válogatott mérkőzéseinek száma: 20.

#### Labdarúgó-világbajnokság
A világbajnoki döntőhöz vezető úton Brazíliába a IV., az 1950-es labdarúgó-világbajnokságra, Svájcba az V., az 1954-es labdarúgó-világbajnokságra illetve Svédországba a VI., az 1958-as labdarúgó-világbajnokságra a FIFA JB bíróként alkalmazta. A FIFA JB elvárásának megfelelően, ha nem vezetett, akkor valamelyik működő társának partbíróként segített. Kettő csoportmérkőzésen tevékenykedett partbíróként. Világbajnokságon vezetett mérkőzéseinek száma: 1 + 2 (partbíró).

##### 1950-es labdarúgó-világbajnokság

###### Selejtező mérkőzés
| Időpont          | Helyszín                   | Mérkőzés típusa              | Mérkőzés            | Eredmény | Nézők száma |
| ---------------- | -------------------------- | ---------------------------- | ------------------- | -------- | ----------- |
| 1949. október 9. | Olimpiai Stadion, Helsinki | döntő selejtező (5. csoport) | Finnország–Írország | 1 : 1    | 13 437      |

##### 1954-es labdarúgó-világbajnokság

###### Selejtező mérkőzés
| Időpont           | Helyszín                        | Mérkőzés típusa           | Mérkőzés            | Eredmény | Nézők száma |
| ----------------- | ------------------------------- | ------------------------- | ------------------- | -------- | ----------- |
| 1953. június 24.  | Bishlet Stadion, Oslo           | előselejtező (1. csoport) | Norvégia–Saar-vidék | 2 : 3    | 28 000      |
| 1954. március 28. | Ludwigpark Stadion, Saarbrücken | előselejtező (1. csoport) | Saar-vidék–NSZK     | 1 : 3    | 53 000      |

##### 1958-as labdarúgó-világbajnokság

###### Selejtező mérkőzés
| Időpont        | Helyszín                     | Mérkőzés típusa           | Mérkőzés            | Eredmény | Nézők száma |
| -------------- | ---------------------------- | ------------------------- | ------------------- | -------- | ----------- |
| 1957. május 1. | Ninian Park Stadion, Cardiff | előselejtező (4. csoport) | Wales–Csehszlovákia | 1 : 0    | 50 000      |

###### Világbajnoki mérkőzés
| Időpont          | Helyszín                 | Mérkőzés típusa        | Mérkőzés        | Eredmény | Nézők száma |
| ---------------- | ------------------------ | ---------------------- | --------------- | -------- | ----------- |
| 1958. június 15. | Ryavallen Stadion, Borås | selejtező (D. csoport) | Anglia–Ausztria | 2 : 2    | 16 800      |

#### Labdarúgó-Európa-bajnokság
Az európai-labdarúgó torna döntőjéhez vezető úton Franciaországba az I., az 1960-as labdarúgó-Európa-bajnokságra az UEFA JB játékvezetőként foglalkoztatta.

##### 1960-as labdarúgó-Európa-bajnokság

###### Selejtező mérkőzés
| Időpont              | Helyszín                 | Mérkőzés típusa         | Mérkőzés            | Eredmény | Nézők száma |
| -------------------- | ------------------------ | ----------------------- | ------------------- | -------- | ----------- |
| 1959. szeptember 23. | Park Stadion, Koppenhága | selejtező első mérkőzés | Dánia–Csehszlovákia | 2 : 2    | 30 000      |

#### Nemzetközi kupamérkőzések

##### Közép-európai kupa
| Időpont           | Helyszín                                  | Mérkőzés típusa | Mérkőzés                                              | Eredmény |
| ----------------- | ----------------------------------------- | --------------- | ----------------------------------------------------- | -------- |
| 1955. október 19. | Constant Vanden Stock Stadion, Anderlecht | első forduló    | RSC Anderlecht–Budapesti Vörös Lobogó Sport Egyesület | 1 : 4    |

## Külső hivatkozások
- Johan Bronkhorst. World Referee. [2012. október 7-i dátummal az eredetiből archiválva]. (Hozzáférés: 2011. szeptember 28.)
- Johan Bronkhorst. footballzz.com. (Hozzáférés: 2011. szeptember 28.)
- Johan Bronkhorst. footballdatabase.eu. (Hozzáférés: 2011. szeptember 28.)
- Johan Bronkhorst. scoreshelf.com. [2015. október 2-i dátummal az eredetiből archiválva]. (Hozzáférés: 2011. szeptember 28.)
- Johan Bronkhorst. eu-football.info. (Hozzáférés: 2013. július 14.)
- Johan Bronkhorst. weltfussball.de. (Hozzáférés: 2011. szeptember 28.)